# Bellota violacea
Bellota violacea là một loài nhện trong họ Salticidae.
Loài này thuộc chi Bellota. Bellota violacea được María Elena Galiano miêu tả năm 1972.